# VVC Beernem
VVC Beernem is een Belgische voetbalclub uit Beernem. De club is aangesloten bij de KBVB met stamnummer 4328.

## Geschiedenis
VVC Beernem ontstond in 2015 uit een fusie van VV Cercle Oedelem en KSC Beernem. In september 2018 stelde de club zijn gloednieuwe voetbalcomplex met acht moderne kleedkamers en een tribune voor 120 mensen voor. Er werd ruim anderhalf miljoen in geïnvesteerd, waaronder 100.000 euro door VVC Beernem zelf.